# Alnwick Castle
Alnwick Castle is een kasteel in Alnwick, Northumberland, Engeland. Het is de residentie van de 12e hertog van Northumberland, Ralph Percy. Het kasteel werd gebouwd rond 1100, niet lang na de Normandische verovering van Engeland. Sindsdien is het kasteel vele malen verbouwd en gerestaureerd. Het is een Grade I listed building.
Na de Tweede Wereldoorlog is een deel van het kasteel in gebruik bij verschillende onderwijsinstellingen. Daarnaast worden er in drie torens tentoonstellingen gehouden. Alnwick Castle is na Windsor Castle het grootste nog bewoonde kasteel van Engeland.
Naast het kasteel is The Alnwick Garden gelegen, een tuinencomplex van 17 ha uit de 18e eeuw.

## Films
Het kasteel is reeds in veel films als decor gebruikt. Het bekendst zijn de Harry Potter-films die in en rondom het kasteel zijn opgenomen. Het kasteel figureerde als Zweinstein. In 2015 was het kasteel kort te zien als Brancaster Castle in de seizoensfinale van Downton Abbey.